# Black and Blue
Black and Blue is een album uit 1976 van de Engelse rockband The Rolling Stones. Het was het eerste Stones-album na het vertrek van gitarist Mick Taylor. Ron Wood was toen nog geen volledig lid; hij zat nog bij The Faces en dacht de Rolling Stones een plezier te doen door ze op een album te helpen.
Harvey Mandel speelt gitaar op Memory Motel en Hot Stuff. Wayne Perkins speelt gitaar op Hand of Fate, Memory Motel en Fool to Cry. Ronnie Wood speelt gitaar op Hey Negrita en Cherry Oh Baby. Keith Richards speelt op elk nummer gitaar, terwijl hij op Crazy Mama ook de baspartij inspeelt. Billy Preston speelt op elk nummer piano, behalve op Cherry Oh baby, Fool to Cry en Crazy Mama. Op Crazy Mama speelt Mick Jagger gitaar. Hij zingt ook op elk nummer. Nicky Hopkins speelt orgel op Cherry Oh Baby en piano op Fool to Cry. Bill Wyman speelt op elk nummer bas, behalve op Crazy Mama. Charlie Watts drumt op elk nummer. Arif Mardin speelt hoorn op Melody.

## Nummers
Alle nummers zijn geschreven door Mick Jagger en Keith Richards tenzij anders is aangegeven.
1. Hot Stuff
2. Hand of Fate
3. Cherry Oh Baby (Eric Donaldson)
4. Memory Motel
5. Hey Negrita (inspiratie van Ron Wood)
6. Melody (inspiratie van Billy Preston)
7. Fool to Cry
8. Crazy Mama

## Bezetting
- Mick Jagger - leadzang, achtergrondzang, percussie, gitaar, elektrische piano, piano
- Keith Richards - gitaar, achtergrondzang, zang, elektrische piano, bas
- Charlie Watts - drums, percussie
- Bill Wyman - basgitaar, percussie
- Ronnie Wood - gitaar, achtergrondzang

- Nicky Hopkins - piano, orgel, snaarsynthesizer
- Harvey Mandel - elektrische gitaar
- Wayne Perkins - akoestische gitaar, elektrische gitaar
- Billy Preston - achtergrondzang, piano, zang, orgel, keyboard, snaarsynthesizer
- Ollie Brown - percussie
- Ian Stewart - percussie

## Hitlijsten

### Album
| Jaar | Hitlijst                             | Notering |
| ---- | ------------------------------------ | -------- |
| 1976 | UK Top 60 Albums                     | 2        |
| 1976 | Billboard 200 (24 weken)             | 1        |
| 1976 | Nederlandse Album Top 100 (26 weken) | 1        |

### Singles
| Jaar | Single      | Hilijst            | Notering |
| ---- | ----------- | ------------------ | -------- |
| 1976 | Fool to Cry | UK Singles Chart   | 6        |
| 1976 | Fool to Cry | Nederlandse Top 40 | 8        |
| 1976 | Fool to Cry | Billboard Hot 100  | 10       |
| 1976 | Hot Stuff   | Billboard Hot 100  | 49       |
| 1976 | Hot Stuff   | Black Singles      | 84       |
| 1976 | Hot Stuff   | Club Play Singles  | 11       |

## Hitnotering
| "Black and Blue" in de Nederlandse Album Top 100 - binnen: 01-05-1976 | "Black and Blue" in de Nederlandse Album Top 100 - binnen: 01-05-1976 | "Black and Blue" in de Nederlandse Album Top 100 - binnen: 01-05-1976 | "Black and Blue" in de Nederlandse Album Top 100 - binnen: 01-05-1976 | "Black and Blue" in de Nederlandse Album Top 100 - binnen: 01-05-1976 | "Black and Blue" in de Nederlandse Album Top 100 - binnen: 01-05-1976 | "Black and Blue" in de Nederlandse Album Top 100 - binnen: 01-05-1976 | "Black and Blue" in de Nederlandse Album Top 100 - binnen: 01-05-1976 | "Black and Blue" in de Nederlandse Album Top 100 - binnen: 01-05-1976 | "Black and Blue" in de Nederlandse Album Top 100 - binnen: 01-05-1976 | "Black and Blue" in de Nederlandse Album Top 100 - binnen: 01-05-1976 | "Black and Blue" in de Nederlandse Album Top 100 - binnen: 01-05-1976 | "Black and Blue" in de Nederlandse Album Top 100 - binnen: 01-05-1976 | "Black and Blue" in de Nederlandse Album Top 100 - binnen: 01-05-1976 | "Black and Blue" in de Nederlandse Album Top 100 - binnen: 01-05-1976 | "Black and Blue" in de Nederlandse Album Top 100 - binnen: 01-05-1976 | "Black and Blue" in de Nederlandse Album Top 100 - binnen: 01-05-1976 | "Black and Blue" in de Nederlandse Album Top 100 - binnen: 01-05-1976 | "Black and Blue" in de Nederlandse Album Top 100 - binnen: 01-05-1976 | "Black and Blue" in de Nederlandse Album Top 100 - binnen: 01-05-1976 | "Black and Blue" in de Nederlandse Album Top 100 - binnen: 01-05-1976 | "Black and Blue" in de Nederlandse Album Top 100 - binnen: 01-05-1976 | "Black and Blue" in de Nederlandse Album Top 100 - binnen: 01-05-1976 | "Black and Blue" in de Nederlandse Album Top 100 - binnen: 01-05-1976 | "Black and Blue" in de Nederlandse Album Top 100 - binnen: 01-05-1976 | "Black and Blue" in de Nederlandse Album Top 100 - binnen: 01-05-1976 | "Black and Blue" in de Nederlandse Album Top 100 - binnen: 01-05-1976 | "Black and Blue" in de Nederlandse Album Top 100 - binnen: 01-05-1976 |
| Week                                                                  | 1                                                                     | 2                                                                     | 3                                                                     | 4                                                                     | 5                                                                     | 6                                                                     | 7                                                                     | 8                                                                     | 9                                                                     | 10                                                                    | 11                                                                    | 12                                                                    | 13                                                                    | 14                                                                    | 15                                                                    | 16                                                                    | 17                                                                    | 18                                                                    | 19                                                                    | 20                                                                    | 21                                                                    | 22                                                                    | 23                                                                    | 24                                                                    | 25                                                                    | 26                                                                    |                                                                       |
| --------------------------------------------------------------------- | --------------------------------------------------------------------- | --------------------------------------------------------------------- | --------------------------------------------------------------------- | --------------------------------------------------------------------- | --------------------------------------------------------------------- | --------------------------------------------------------------------- | --------------------------------------------------------------------- | --------------------------------------------------------------------- | --------------------------------------------------------------------- | --------------------------------------------------------------------- | --------------------------------------------------------------------- | --------------------------------------------------------------------- | --------------------------------------------------------------------- | --------------------------------------------------------------------- | --------------------------------------------------------------------- | --------------------------------------------------------------------- | --------------------------------------------------------------------- | --------------------------------------------------------------------- | --------------------------------------------------------------------- | --------------------------------------------------------------------- | --------------------------------------------------------------------- | --------------------------------------------------------------------- | --------------------------------------------------------------------- | --------------------------------------------------------------------- | --------------------------------------------------------------------- | --------------------------------------------------------------------- | --------------------------------------------------------------------- |
| Nummer                                                                | 16                                                                    | 6                                                                     | 1                                                                     | 1                                                                     | 1                                                                     | 1                                                                     | 2                                                                     | 2                                                                     | 3                                                                     | 3                                                                     | 6                                                                     | 7                                                                     | 13                                                                    | 16                                                                    | 16                                                                    | 20                                                                    | 22                                                                    | 24                                                                    | 29                                                                    | 27                                                                    | 28                                                                    | 32                                                                    | 41                                                                    | 43                                                                    | 43                                                                    | 45                                                                    | uit                                                                   |